# Linanthus septentrionalis
Leptosiphon septentrionalis là một loài thực vật có hoa trong họ Polemoniaceae. Loài này được H.Mason mô tả khoa học đầu tiên năm 1938.

## Hình ảnh

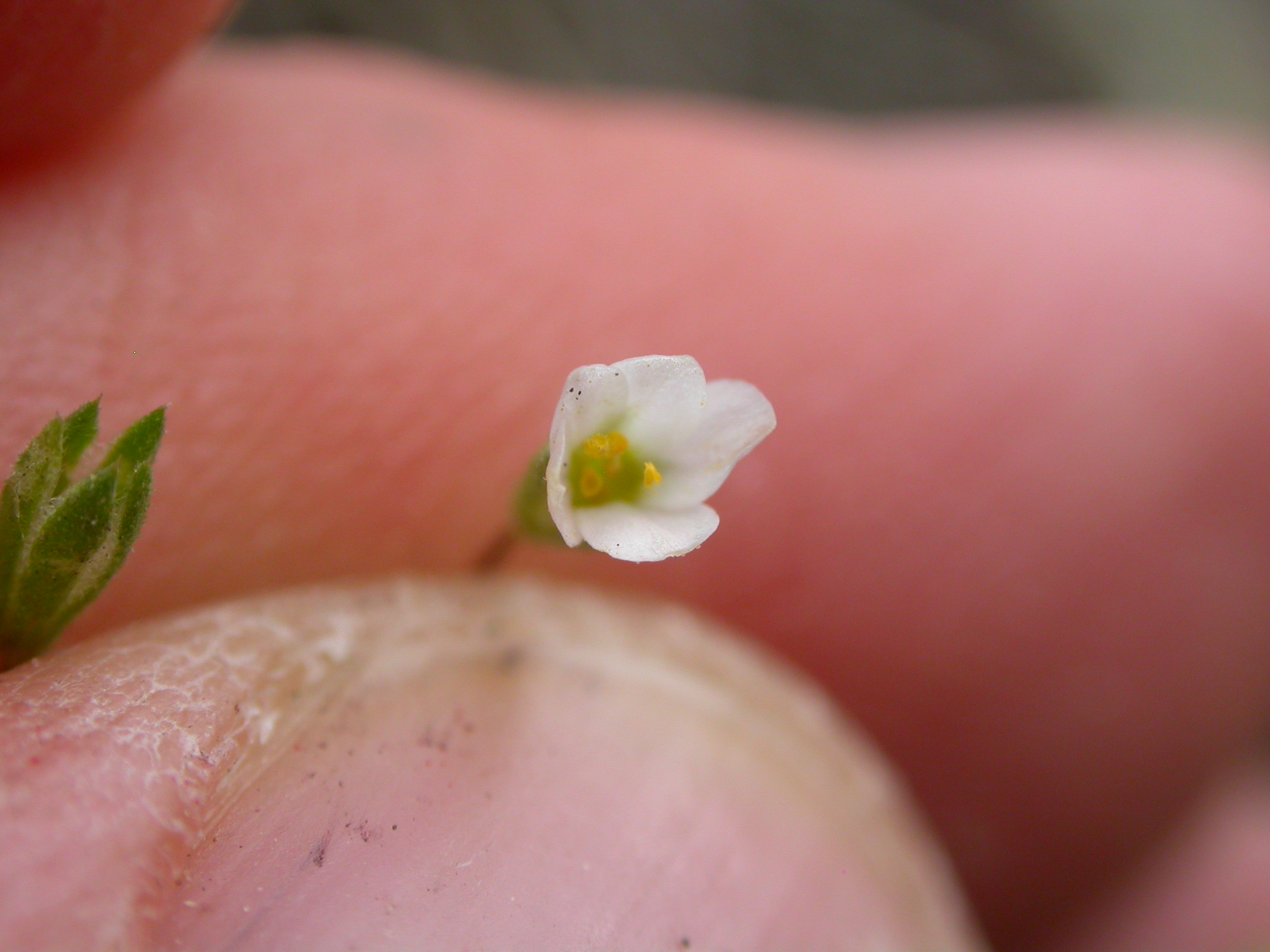
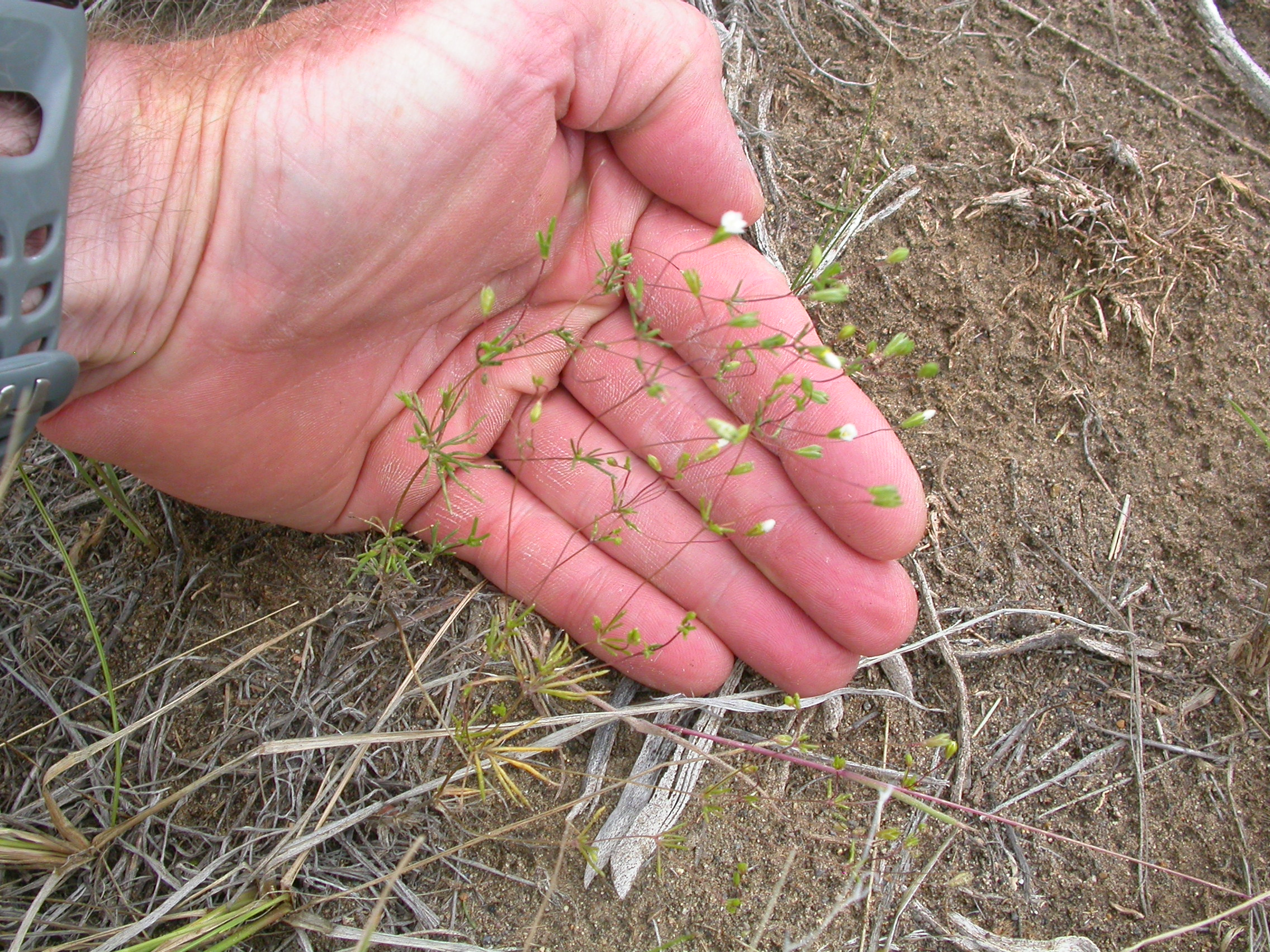
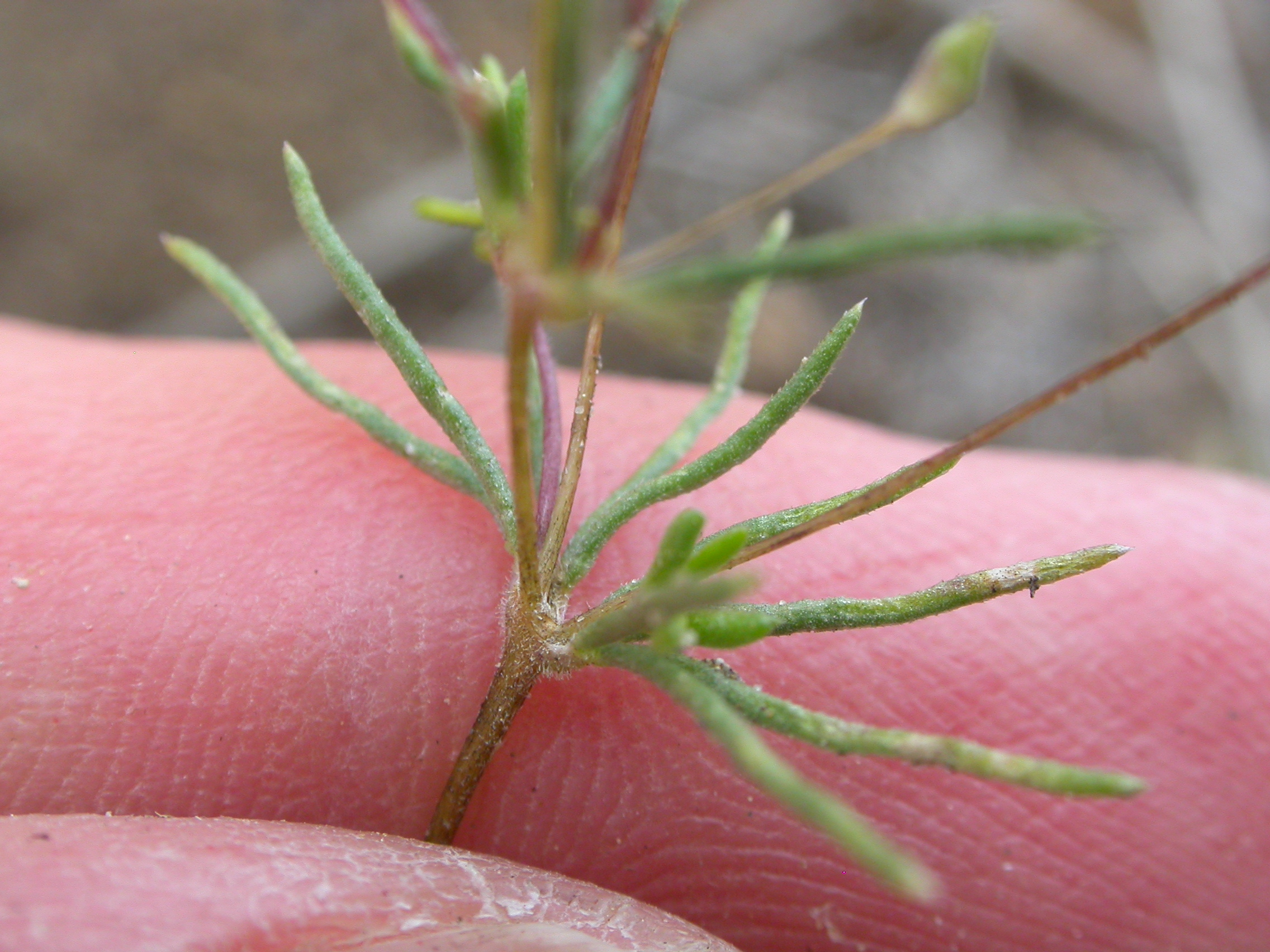
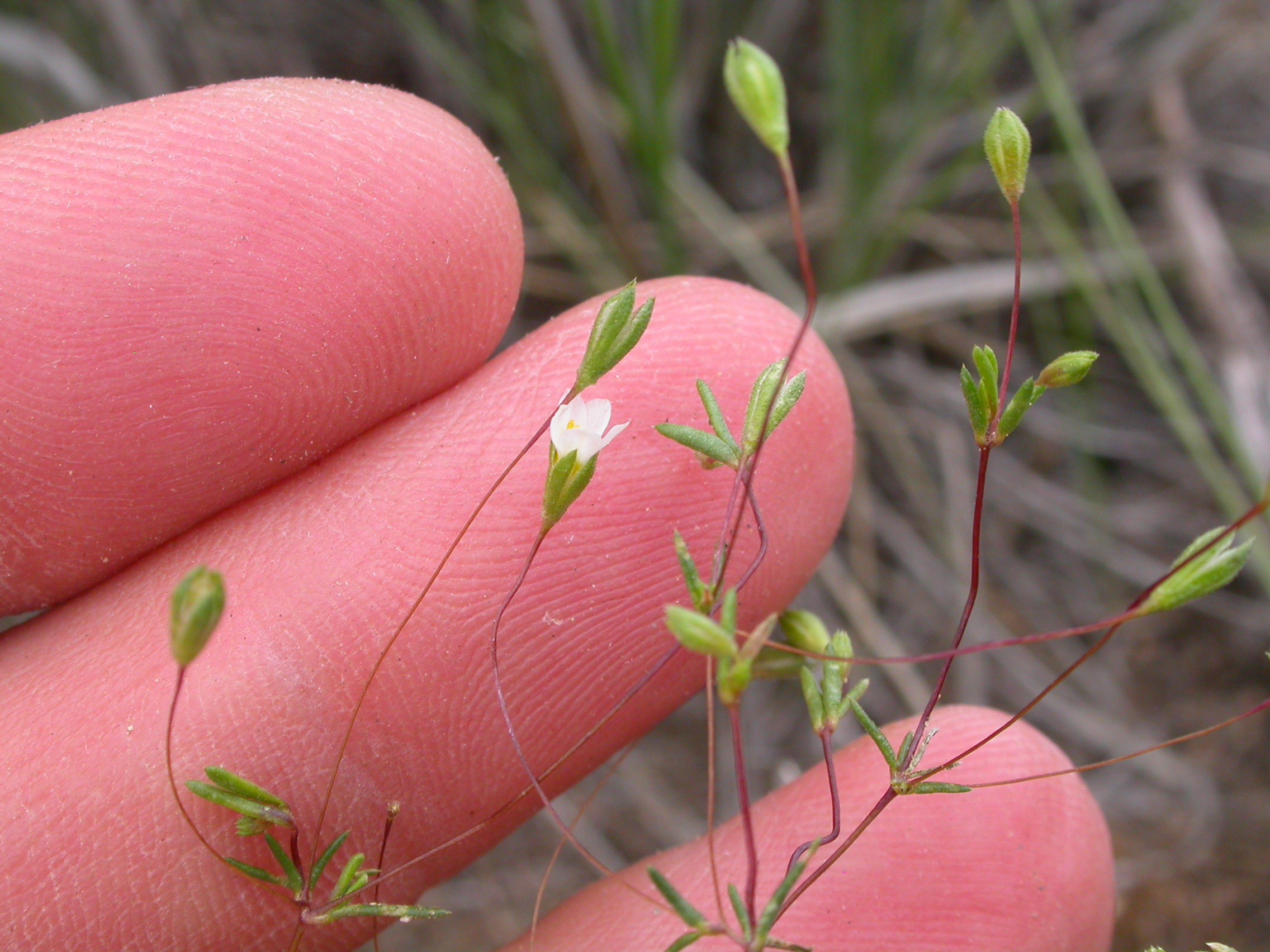